# أبله أزرق
أبله أزرق أو أبله أزرق رمادي (الاسم العلمي Anous cerulea)، طائر بحري من جنس خرشنة غافلة وفصيلة النورسية. مواطنه ساموا الأمريكية وجزر كوك، وفيجي، وبولينيزيا الفرنسية، وكيريباتي، وجزر مارشال، وكاليدونيا الجديدة، وساموا، وتونغا (نيوا)، وتوفالو، وهاواي. ويوجد كطائر متشرد (التشرد ظاهرة من ظواهر علم الأحياء. وجود الحيوانات خارج نطاقها الطبيعي بشكل منفرد عن المجموعة) في أستراليا واليابان.

## الوصف
يطول الأبله الأزرق من 25 إلى 28 سم وجناحاه يطولان من 46 إلى 60 سم.